# Вулиця Івана Мазепи (Прилуки)
Вулиця Івана Мазепи — одна з вулиць Прилук, розташована у південно-східній частині міста.

## Розташування
Пролягає від вулиці Гвардійської (№ 72, 74) на південь до вулиці Перемоги (№ 202, 204), паралельно вулиці Лесі Українки.
Перетинає вулиці Січових Стрільців, Залізничну.

## Будівлі, споруди, місця
Вулиця забудована приватними житловими будинками. Закінчується будинками № 27, 46. Довжина 500 м, без твердого покриття.

## Назва
Названа на честь гетьмана Війська Запорозького Івана Мазепи.

## Історія
До 2015 року вулиця Івана Мазепи мала назву вулиця Ватутіна. Нову назву затверджено рішенням міської ради від 4 грудня 2015 року.